# Mon premier amour (film, 1955)
Pour les articles homonymes, voir Mon premier amour, The Last Man et Der Letzte Mann.
Mon premier amour (Der letzte Mann) est un film allemand réalisé par Harald Braun, sorti en 1955.

## Synopsis
M. Karl est fier de présenter la jolie station thermale de Badenau et sa perle, l'hôtel Hoevelmann, qu'il dirige avec une scrupuleuse autorité. Il veille avec plus de soin encore sur la jeune Nikky, fille unique de la gérante, Mme Hoevelmann, hélas très malade. M. Claasen, richissime propriétaire d'une chaîne d'hôtels de gares, apprécie le luxe de l'Hoevelmann tandis que le jeune André, stagiaire farfelu, courtise maladroitement Nikky, s'attirant les foudres de Karl. Mme Hoevelmann décède brutalement et les oncles de Nikky, qui détiennent la majorité des parts, souhaitent vendre l'hôtel. Le cousin Alwin arrive opportunément pour concilier l'appétit de la famille et l'attachement de Nikky à l'hôtel. Il se propose comme gérant et accepte même de conserver Karl qui l'avait pourtant fort mal reçu. Il courtise sa jolie cousine, éblouie par ce beau ténébreux qui la traite enfin en femme. Inquiet, Karl tente d'éloigner Alwin qui se venge en le rétrogradant au service des lavabos. Ne parvenant pas à trouver un autre emploi et recueilli par le jeune commis Till, Karl accepte cette position humiliante tandis qu'Alwin mène grand train et se fiance à Nikky. André ne peut le supporter, s'enivre et quitte l'hôtel. Craignant que Nikky lui échappe, Alwin précipite son mariage, la menaçant de faire vendre l'hôtel si elle refuse. M Claasen revient à l'hôtel au milieu des préparatifs de la noce. Mal reçu par Alwin, il est scandalisé de la rétrogradation de son ami Karl qui lui a sauvé la vie. Il rachète les parts de la famille et restaure Karl dans sa fonction de Directeur. Karl et Till se précipitent et arrivent juste à temps pour empêcher le funeste mariage d'Alwin et de Nikky. Celle-ci peut courir dans les bras d'André et la douce histoire de l'hôtel Hoevelmann peut reprendre son cours.

## Fiche technique
- Titre : Mon premier amour
- Titre original : Der letzte Mann
- Réalisation : Harald Braun
- Scénario : George Hurdalek et Herbert Witt
- Production : Hermann Höhn, Georg Richter
- Musique : Werner Eisbrenner
- Photographie : Richard Angst
- Montage : Hilwa von Boro
- Pays d'origine : Allemagne de l'Ouest
- Format : Noir et blanc - Mono
- Genre : Drame
- Durée : 105 minutes
- Date de sortie : 14 octobre 1955 (Düsseldorf, première en Allemagne de l'Ouest)

## Distribution
- Hans Albers (VF : Roger Tréville) : Karl Knesebeck
- Romy Schneider (VF : Gilberte Aubry) : Niddy Hoevelmann
- Rudolf Forster : Herr Claasen
- Joachim Fuchsberger (VF : Jacques Thébault) : Alwin Radspieler
- Peter Lühr (VF : Jean-Henri Chambois) : oncle Udo
- Charlotte Witthauer (VF : Lita Recio) : tante Elsbeth
- Camilla Spira : Sabine Hoevelmann
- Michael Heltau : Helmuth Buehler

## Autour du film
- C'est le remake du Dernier des hommes (Der letzte Mann) de Friedrich Wilhelm Murnau.